# Pavetta travancorica
Pavetta travancorica är en måreväxtart som beskrevs av Cornelis Eliza Bertus Bremekamp. Pavetta travancorica ingår i släktet Pavetta och familjen måreväxter. Inga underarter finns listade i Catalogue of Life.